# Friedrich Wilhelm Rautert
Friedrich Wilhelm Alexander Rautert (* 1. Februar 1783 in Hattingen; † 23. November 1858 in Büren) war deutscher Jurist und Schriftsteller.

## Leben
Friedrich Wilhelm Rautert wurde als Sohn des Landrichters Adolph Rautert (1750–1832) und der Henrietta Kalls geboren. Er studierte von 1800 bis 1802 an der Friedrich-Alexander-Universität Rechtswissenschaften. Im ersten Jahr seines Studiums schloss er sich den Erlanger Westfalen (1794–1809) an. Nach dem Studium absolvierte er das Referendariat bei der Regierung in Münster. 1805 wurde er Stadt- und Landrichter und später Bürgermeister in Hattingen. Das Amt hatte er bis 1817 inne. 1818 wurde er Justizkommissar in Kleve. Von 1819 bis 1826 war er der Initiator und Präses der Westfälischen Erinnerungsfeste 1824 kehrte er nach Hattingen zurück und wurde hier abermals Stadt- und Landrichter. 1829 wechselte er in gleicher Funktion nach Büren, wo er 1838 sein Amt niederlegte.
Als Schriftsteller schrieb er insbesondere über das Ruhrgebiet und seine Bevölkerung, häufig unter dem Pseudonym Ruhrmann an der Ruhr. Er war der Gründer des Bundes märkischer Akademiker und Herausgeber der Jahrbücher der Erinnerungsfeste westfälischer Musensöhne. Er war Freimaurer und gehörte der Loge Zum Westfälischen Löwen Schwelm an.

## Schriften
- Zu Ueberruhr, Essen 1818
- Die Ruhrfahrt. Ein historisches Gemälde, Essen 1827
- Etwas Näheres über die Hexen-Processe der Vorzeit, Essen 1827 (Digitalisat)
- Geschichtsbüchlein, das Vornehmlichste aus der Provinz Westfalen und dem sie beherrschenden Königlich Preussischen Hause betreffend. Für junge Westfälinger, Brilon 1839